# تیراندازی در المپیک تابستانی ۱۹۴۸
تیراندازی در بازی‌های المپیک تابستانی ۱۹۴۸ نام رویداد ورزش تیراندازی در بازی‌های المپیک تابستانی بود که در سال ۱۹۴۸ برگزار شد. این مسابقات از چهار بخش تشکیل شده بود که در لندن برگزار شد.

## جدول مدال‌ها
| رتبه | کشور          | Gold | Silver | Bronze | مجموع |
| ۱    | Switzerland   | ۱    | ۱      | ۰      | ۲     |
| ۱    | United States | ۱    | ۱      | ۰      | ۲     |
| ۳    | Hungary       | ۱    | ۰      | ۰      | ۱     |
| ۳    | Peru          | ۱    | ۰      | ۰      | ۱     |
| ۵    | Argentina     | ۰    | ۱      | ۰      | ۱     |
| ۵    | Finland       | ۰    | ۱      | ۰      | ۱     |
| ۷    | Sweden        | ۰    | ۰      | ۳      | ۳     |
| ۸    | Norway        | ۰    | ۰      | ۱      | ۱     |